# Grèce aux Jeux olympiques d'hiver de 1968
Cet article contient des informations sur la participation et les résultats de la Grèce aux Jeux olympiques d'hiver de 1968, qui ont eu lieu à Grenoble en France.

## Résultats

### Ski alpin

#### Hommes
| Athlète               | Épreuve      | Manche 1      | Manche 1 | Manche 2      | Manche 2 | Total         | Total |
| Athlète               | Épreuve      | Temps         | Rang     | Temps         | Rang     | Temps         | Rang  |
| --------------------- | ------------ | ------------- | -------- | ------------- | -------- | ------------- | ----- |
| Dimitrios Pappos      | Descente     |               |          |               |          | 2 min 44 s 10 | 72    |
| Athanasios Tsimikalis | Descente     |               |          |               |          | 2 min 36 s 93 | 70    |
| Dimitrios Pappos      | Slalom géant | 2 min 16 s 22 | 84       | 2 min 15 s 86 | 79       | 4 min 32 s 08 | 79    |
| Athanasios Tsimikalis | Slalom géant | 2 min 14 s 10 | 81       | 2 min 10 s 98 | 77       | 4 min 25 s 08 | 78    |

#### Slalom hommes
| Athlète               | Manche 1      | Manche 1   | Manche 2      | Manche 2 | Finale          | Finale       | Finale         | Finale       | Finale          | Finale       |
| Athlète               | Temps         | Rang       | Temps         | Rang     | Temps Manche 1  | Rang         | Temps Manche 2 | Rang         | Total           | Rang         |
| --------------------- | ------------- | ---------- | ------------- | -------- | --------------- | ------------ | -------------- | ------------ | --------------- | ------------ |
| Dimitrios Pappos      | 1 min 10 s 88 | 5          | 1 min 26 s 48 | 3        | Non qualifié    | Non qualifié | Non qualifié   | Non qualifié | Non qualifié    | Non qualifié |
| Athanasios Tsimikalis | 1 min 02 s 82 | 2 Qualifié | –             | –        | N'a pas terminé | –            | –              | –            | N'a pas terminé | –            |

### Ski de fond

#### Hommes
| Épreuve | Athlète             | Course            | Course |
| Épreuve | Athlète             | Temps             | Rang   |
| ------- | ------------------- | ----------------- | ------ |
| 15 km   | Dimitrios Andreadis | 1 h 00 min 52 s 1 | 68     |
| 30 km   | Dimitrios Andreadis | N'a pas terminé   | –      |

## Référence
- (en) Cet article est partiellement ou en totalité issu de l’article de Wikipédia en anglais intitulé « Greece at the 1968 Winter Olympics » (voir la liste des auteurs).